# Carl Sandblom
Carl Gustav Sandblom (Oslo, 21 de agosto de 1908 — Nice, 1 de junho de 1984) foi um velejador sueco, medalhista olímpico. Ele competiu nos Jogos Olímpicos de Verão de 1928 na classe 8 Metre e conquistou a medalha de bronze na disputa realizada a bordo do Sylvia com Clarence Hammar, Tore Holm, John Sandblom, Philip Sandblom e Wilhelm Törsleff. Sandblom também era advogado. Foi professor de direito comercial e trabalhou durante vários anos no Ministério Público. De 1953 a 1968, Sandblom ocupou o cargo de prefeito em Nyköping.